# 6729 Еміко
6729 Еміко (6729 Emiko) — астероїд головного поясу, відкритий 4 листопада 1991 року.
Тіссеранів параметр щодо Юпітера — 3,354.